# Hilfe, ich hab meine Lehrerin geschrumpft
Hilfe, ich hab meine Lehrerin geschrumpft ist ein Film von Sven Unterwaldt nach dem gleichnamigen Kinderbuch von Sabine Ludwig. Der Kinostart in Deutschland war am 17. Dezember 2015. Der Film ist der erste Teil der Hilfe-Trilogie und wurde mit Hilfe, ich hab meine Eltern geschrumpft und Hilfe, ich hab meine Freunde geschrumpft fortgesetzt.

## Handlung
Der elfjährige Felix ist nicht gerade ein Vorzeigeschüler und bekommt nun seine letzte Chance, nachdem er bereits von mehreren Schulen geflogen ist. Zwar findet er in Ella schnell eine Freundin, doch die Direktorin und Klassenlehrerin Dr. Schmitt-Gössenwein ist eine echte Schreckschraube. Um bei den drei Jungs in seiner Klasse angenommen zu werden, soll Felix mehrere Mutproben bestehen. Er soll abends in die Schule einbrechen, wird dabei aber prompt von Frau Schmitt-Gössenwein ertappt. Er wünscht sich nichts sehnlicher, als dass sie augenblicklich auf Stecknadelgröße schrumpfen solle. In der Tat schrumpft die Lehrerin plötzlich und findet Zuflucht in Felix’ Rucksack. Gemeinsam versuchen sie, die Ursache zu finden. Dabei stehen ihnen vor allem Mitschüler Mario und dessen Vater, der Schulrat Henning, im Weg. Denn Marios Vater möchte die Schule auf Grund von zu geringen Anmeldezahlen schließen lassen und in eine Eliteschule umwandeln. Im Laufe der Nachforschungen stößt Felix auf eine 100 Jahre alte Geschichte, die mit dem Geist des Schulgründers in Verbindung steht. Der engagierte Reformpädagoge hat die Schule mit einem Fluch ausgestattet und spukt selbst als Geist durch die Flure der Schule. Er war es auch, der die Lehrerin geschrumpft hat.
Im Laufe der Geschichte kommt Ella dahinter, dass Felix Dr. Schmitt-Gössenwein in Puppengröße mit sich herumführt, und beschließt, den beiden zu helfen. Schmitt-Gössenwein gerät in die Hände Marios, der die Lehrerin quälen und anschließend an seine Schlange verfüttern will. Felix und Ella können sie retten. Gerade noch rechtzeitig erscheinen sie zur Konferenz, in der Herr Henning die Schule offiziell schließen möchte. Schmitt-Gössenwein ist immer noch zu klein und traut sich nicht, sich zu offenbaren. Zwar kann Felix den Anmeldebogen vorlegen, doch die Unterschrift der Direktorin ist unleserlich. Als ihm Henning verrät, dass die Direktorin bereits einen Versetzungsantrag gestellt hat, geht er desillusioniert nach Hause, wo er seiner Mutter per Skype-Konferenz die schlechte Nachricht übermitteln will. Henning verlässt die Konferenz, wird daraufhin aber ebenfalls geschrumpft, als er auf Schmitt-Gössenwein trifft. Die beiden fallen mit einer Falltür nach unten und sind in einem unterirdischen Labyrinth gefangen. Zu allem Überfluss ist ihnen die Schulkatze auf den Fersen. In der Zwischenzeit nehmen Mario und die Gang Ella gefangen, die alleine versucht, die Lehrerin und den Schulrat zu retten.
Felix überlegt es sich anders und beschließt, noch einmal zu versuchen, die Schule zu retten. Als er den Keller betritt, trifft er zunächst Mario und dessen beide Freunde sowie die gefangene Ella. Ella und er können die beiden anderen Jungs jedoch überzeugen, dass Mario die Freundschaft mit seinen Kumpels egal ist, denn er wusste schon lange von den Plänen seines Vaters. Und da die Eltern der beiden Freunde das Schulgeld niemals bezahlen könnten, wäre die Freundschaft nur noch eine Frage der Zeit gewesen. Schließlich erkennt aber auch Mario, in welcher schwierigen Lage sich sein Vater befindet, und gemeinsam versuchen die fünf Kinder nun, die beiden zu befreien. Im Keller des Hauses befindet sich ein versteckter Parcours mit Aufgaben aus dem Bereich von Erdkunde und Mathematik, der zu den eingeschlossenen beiden Erwachsenen führt. Gemeinsam können die fünf alle Aufgaben lösen und Schulrat Henning und Frau Schmitt-Gössenwein befreien. Nachdem diese geschworen haben, die Zukunft der Schule von nun an sicherzustellen, verwandelt der Geist sie wieder zurück. Anschließend weihen die beiden gemeinsam den neuen Wissensparcours ein.

## Hintergrund

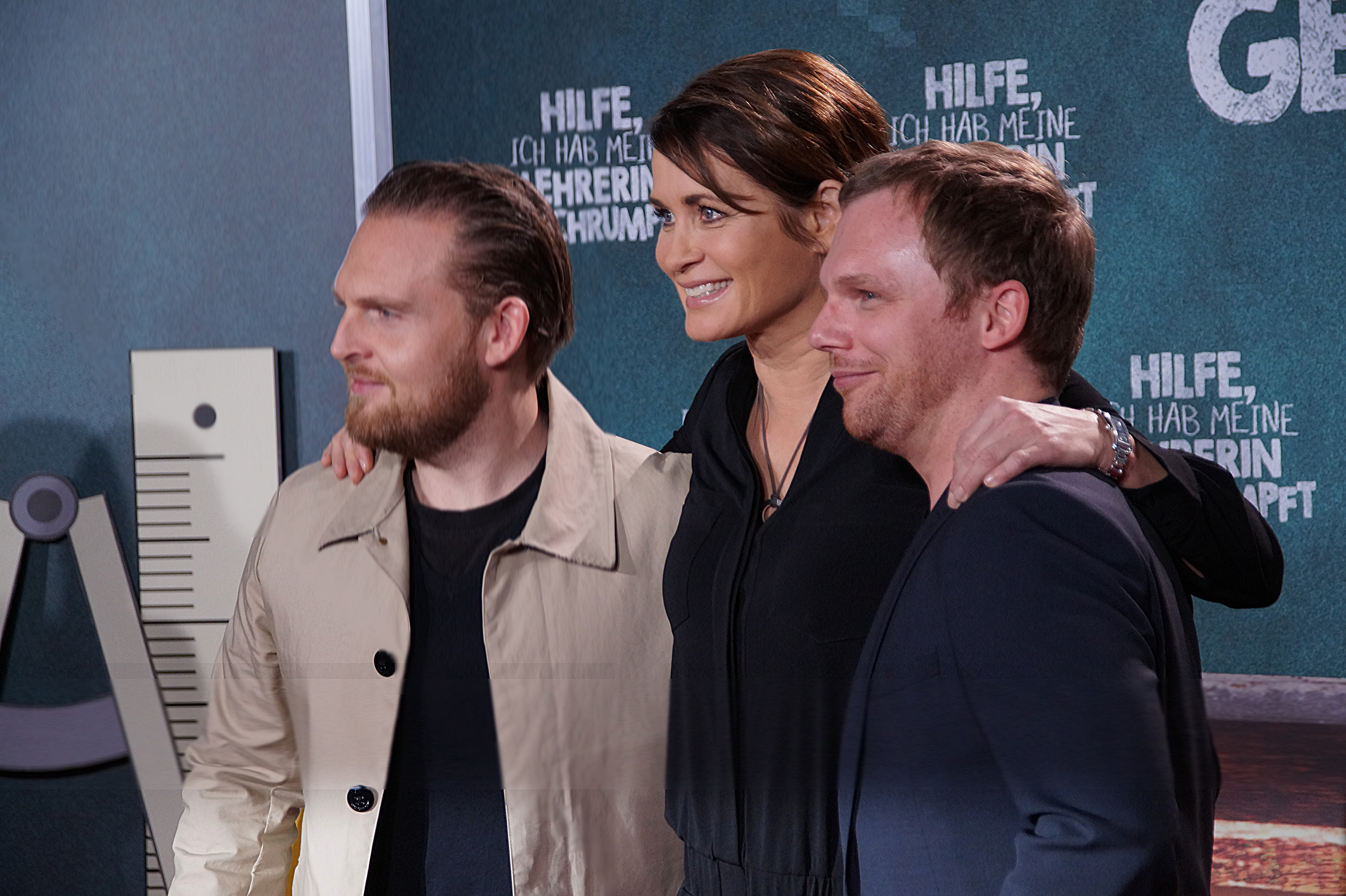
Axel Stein, Anja Kling und Ralf Schmitz bei der Premiere von Hilfe, ich habe meine Lehrerin geschrumpft

Hilfe, ich hab meine Lehrerin geschrumpft entstand lose nach dem gleichnamigen Roman von Sabine Ludwig. Das Drehbuch schrieben Gerrit Hermans, Silja Clemens und Florian Schumacher. Sabine Ludwig durfte das Drehbuch lesen und kommentieren, hatte jedoch keinen Einfluss auf den Film.
Die Dreharbeiten fanden zwischen September und November 2014 statt. Unterstützt wurde der Film vom Österreichischen Filminstitut, vom Filmfonds Wien, der deutschen Filmförderungsanstalt, dem deutschen Filmförderfonds, dem FilmFernsehFonds Bayern und der Film- und Medienstiftung NRW.
Kinostart war am 17. Dezember 2015 in Deutschland. Als Außenkulisse diente der Hof des Schlosses Faber-Castell in Stein an der Stadtgrenze zu Nürnberg. Weitere Aufnahmen entstanden in Nordrhein-Westfalen und in Österreich.
Der Film fand im Kino 1.107.420 Besucher. Am 9. Juni 2016 erschien die DVD- und Blu-Ray-Version des Films.

## Kritik
Der Filmdienst urteilt, der „lose auf einem gleichnamigen Kinderbuch basierende Klamauk“ skizziere „die überstrenge Lehrerschaft so holzschnitthaft, dass die Gegensätze nicht durch Interaktionen verkleinert, sondern nur durch leere Versöhnungsgesten überbrückt werden“. Dabei lasse der „halbgare Pennälerspaß“ das „visuelle wie erzählerische Potenzial der Geschichte wie auch die Spannungsmomente weitgehend ungenutzt“.